# Rus (poble)

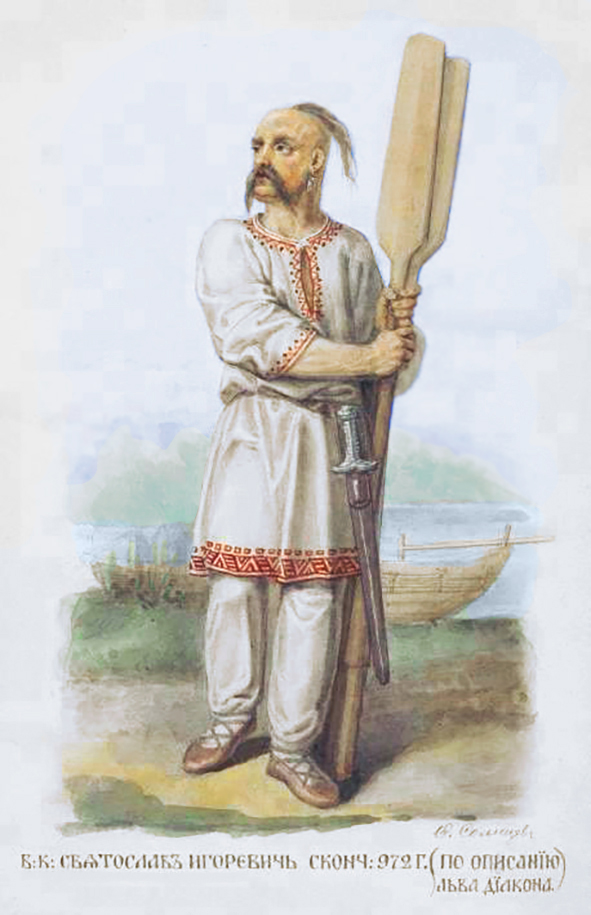
Guerrer eslau del llibre Solntsev

Els rus (en rus i ucraïnès: русь, [rusʲ]; també ros, rhos, del suec: ros, en grec: ρωσ) foren la població històrica del Kaganat Rus i de la Rus de Kíev. Unes de les primeres cites que esmenten el poble rus en la forma rhos es remunta a l'any 839 dC, en la crònica franca Annales Bertiniani, identificades per les autoritats dels Francs com una tribu germànica anomenada suecs. D'acord amb la Primera Crònica Russa o Crònica Primària de la Rus de Kíev compilada al voltant del 1113, aquests eren un grup de varegs normands ("homes del nord"), els quals es van traslladar primer des d'Escandinàvia al nord-est d'Europa i, d'allà, al sud, on haurien d'haver creat l'estat medieval de Kíev.
El seu nom sobreviu amb la designació rospigg, que prové de Roslagen, i els cognats (emparentats morfològicament) russos, rusins i els que són vistos pels moderns belarussos, russos i ucraïnesos, com els predecessors del seu propi poble. Actualment a Suècia els rospiggar són homes que viuen a la regió costanera de la província d'Uppland.

## Etimologia
L'origen del nom és objecte de controvèrsia. En general, la hipòtesi d'E. Kunic i Vilhelm Thomsen ha estat la més acceptada. Segons ells, aquesta apel·lació deriva de les llengües fineses. El nom de Suècia en finlandès és Ruotsi, en estonià: Rootsi. Aquest nom és comunament acceptat com un derivat de Roslagen, les zones costaneres de la província d'Uppland a Suècia.
L'estudiós danès T.E. Karsten ha assenyalat que el territori que ara ocupen les àrees d'Uppland, Södermanland i l'est de Gotland, en temps antics eren coneguts com a Rođer o rođin. Thomsen, en conseqüència, ha suggerit que Rođer deriva probablement de rođsmenn orođskarlar, que significa gent de mar o remers.
També s'ha suggerit, tanmateix, que el nom Rus bé podria haver tingut el seu origen en el nom iranià del riu Volga (per F. Knauer Moscou, 1901), així com en la nació Roix que apareix al Llibre d'Ezequiel. El professor Gerge Vernadsky va suggerir una derivació del mot roxolani o de ronsa, terme ari per a la idea d'humitat o aigua. Hi ha una repetició de noms en els rius com el Ros a Europa de l'Est.
Una altra teoria és que el nom prové de Rüstringen a Frísia, una terra governada pel viking danès Rorik de Dorestad, de qui s'ha suggerit que és el mateix que Rúrik de Nóvgorod.
Alguns també conjecturen que el nom Rus provindria d'una forma més antiga del roig, que denotaria possiblement la pell vermellosa o els cabells vermells. Per exemple la paraula "vermell" en rus (красный krasnyy) fou una precursora del terme actual "bonic" (красивый krasivyy).

### La doble s a Rússia
En els documents eslaus són comuns dues grafies històriques: amb una o dues lletres s: Rosiia o Rossiia (substantiu), i ruskiy o russkiy (adjectiu). En català i en altres llengües occidentals (anglès: 'Russia', francès: Russie, italià: Russia) on la s apareix duplicada, es considera un fet necessari per a la pronunciació amb essa sorda ([s] o [ʃ]) atès que una s intervocàlica representa el so [z], i el que es vol és reproduir el so del llatí: Russia.
La forma de l'adjectiu amb -ss- reflecteix l'antic eslau oriental рѹ́сьскъ(-ꙑи) (rusĭskŭ), on rus- és una arrel de la paraula (de Rus)-ISK- és un sufix, i -U és una terminació masculina. Si bé en fons anteriors que daten de la Rus de Kíev l'ortografia amb una s es troba amb més freqüència, en l'actual Rússia s'utilitza una doble s (Россия, Rossiia). La variant de l's simple era freqüent a Rússia fins al final del segle xviii, per exemple, la correspondència del segle XVI entre Ivan el Terrible i el Príncep Kurbski utilitza constantment l'ortografia de l's simple.
Al segle xiii, en els Balcans, i a la Rússia del segle XIV va aparèixer la variant literària Ру́сия (Rusiya), derivat de l'antiga arrel Rus amb el sufix llatí i grec «-ia» (-ия). Més tard, a mitjans del segle xvii, va ser substituïda per Rossiya amb la lletra o i la doble s. Aquesta forma es manté en les llengües balcàniques: русия en búlgar, русија en serbi, русија en macedònic, rusija en croat, rusija en eslovè, rusia en romanès.
En l'idioma grec, la doble sigma va aparèixer per primera vegada en els segles XVI a XV sota la influència occidental (probablement veneciana o genovesa), encara que l'antiga ortografia d'una sola sigma s'utilitza avui en dia.
Des del segle xvi, la variant grega Рос(с)и́я (Rossiya) i l'adjectiu рос(с)и́йский (rossiyskiy) van començar a ser utilitzats, però l'ortografia amb una s, també va ser acceptada i àmpliament utilitzada fins a mitjans del segle xviii, quan Mikhaïl Lomonóssov va escriure la seva Gramàtica (1755) i finalment va establir l'ortografia -ss-.

## Principals fonts

### Les fonts eslaves
Segons el registre eslau oriental més antic, la Primera Crònica Russa o Crònica Primària, els Rus eren un grup de varegs entre d'altres, com elssuecs, que vivien a l'altre costat del Mar Bàltic a Escandinàvia, i tan lluny com en les terres dels anglesos i els francesos. Els varegs van ser primer expulsats, després convidats a governar el conflicte de les tribus eslaves i fineses de Nóvgorod:

L'any 6367 (859): Els varegs d'ultramar van rebre tribut dels txuds, eslaus, finesos del Volga, vepses, krivitxos, però els khàzars l'imposaren als polans, severians i viatitxis
L'any 6370 (862): Van provocar que els varegs tornessin de l'altre costat de la mar, van rebutjar pagar tribut i van acordar governar-se a si mateixos. Però no hi va haver llei entre ells, i cada tribu es va aixecar contra cada tribu. La discòrdia es va acarnissar així entre ells, i van començar a fer la guerra entre si. Es van dir: "Escollim a un príncep que mani sobre nosaltres i que jutgi d'acord amb el costum." Així van anar més enllà dels mars als varegs, als rus. Aquests varegs eren anomenats rus, com altres eren anomenats els suecs, normands, angles i gots. Els txuds, eslaus, krivitxos i els vespes van dir llavors als rus: "La nostra terra és gran i rica, però no hi ha ordre en ella. Que vinguin a regnar prínceps sobre nosaltres". Tres germans, amb la seva parentela, es van oferir voluntaris. Van prendre amb ell a tots els seus i van venir. 
Més tard, la Crònica Primària esplica que van conquistar Kíev i van crear l'estat de la Rus de Kíev (que, com la majoria dels historiadors coincideixen, va ser precedida pel Kaganat Rus). El territori conquistat va ser nomenat després d'ells, com també ho va ser, eventualment, el poble local.

## La teoria normanda

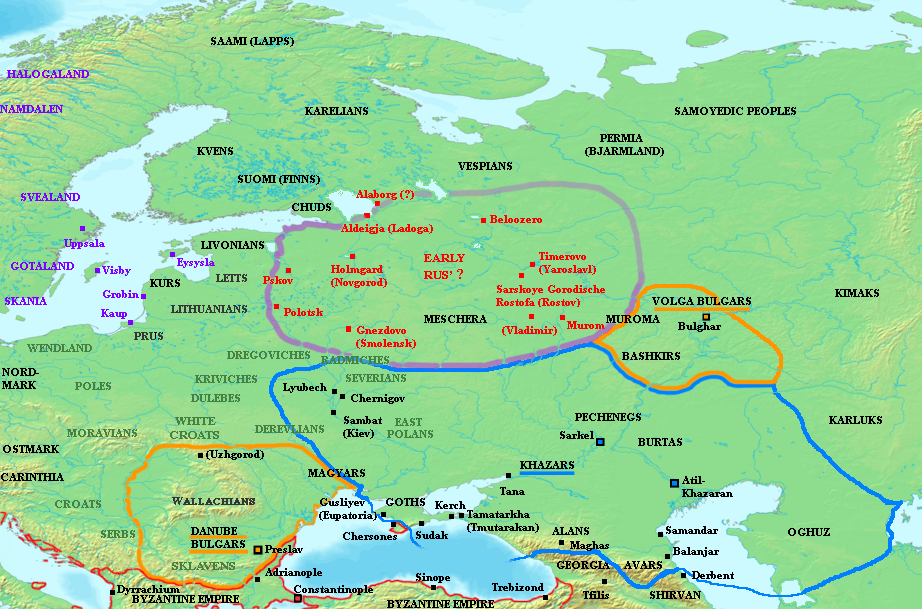
Mapa que mostra els assentaments eslaus sota el control dels varegs (en vermell) i la localització de les tribus eslaves (en gris), a mitjan. El contorn blau indica l'extensió de la influència dels khàzars.